# دوستانی از دانشگاه
دوستانی از دانشگاه (به انگلیسی: Friends from College) یک برنامه تلویزیونی کمدی از برنامه‌های اصلی نت‌فلیکس می‌باشد که توسط نیکلاس استولر و فرانچسکو دلبانکو ساخته شده است. فصل نخست این برنامه در تاریخ ۱۴ ژوئیه ۲۰۱۷ بر روی آنتن رفت.

## داستان
در مورد گروهی از دوستان از دانشگاه هاروارد هست که در دوره‌ی جدیدی از زندگی خود قرار دارند، این دانشجویان پا به سن گذاشته تلاش می‌کنند تا در لحظاتی شاد، نوستالژی را با دوستان قدیمی و عشق‌های قدیمی خود سپری کنند و اوقات خوش و متعادلی بین بزرگسالی و خوش گذراندن در این دوره تجربه کنند.

## بازیگران
- کیگان-مایکل کی
- کوبی اسمالدرز
- آنی پاریس
- نت فکسون
- فرد سویج
- بیلی ایکنر
- گرگ جرمن
- سارا چالک
- آیک بارینهولتز
- بیلی مگنوسن
- کیت مک‌کینون
- ست روگن
- کریس الیوت